# MT1E
MT1E‏ (Metallothionein 1E) هوَ بروتين يُشَفر بواسطة جين MT1E في الإنسان.